# Compsobraconoides cinnamomi
Compsobraconoides cinnamomi is een insect dat behoort tot de orde vliesvleugeligen (Hymenoptera) en de familie van de schildwespen (Braconidae). De wetenschappelijke naam van de soort werd voor het eerst geldig gepubliceerd door Fortier & Nishida in 2004.